# 杰洛美·V·C·史密斯
杰洛美·V·C·史密斯（英語：Jerome Van Crowninsfield Smith，1800年7月20日—1879年8月21日）是一位美国医生、作家和政治家，毕业于布朗大学，1844至1845年间任波士顿市长。